# Haidar Sabah
Haidar Sabah (en árabe: حيدر صباح حسن‎; Irak, 15 de marzo de 1986) es un exfutbolista de Irak que jugaba en la posición de centrocampista. Actualmente es entrenador asistente del Al-Sinaat Al-Kahrabaiya de la División Uno de Irak.

## Carrera

### Club
| Periodo   | Club         |
| --------- | ------------ |
| 2002-2007 | Al-Zawraa    |
| 2007–2008 | Erbil SC     |
| 2008–2009 | Al-Zawraa    |
| 2009–2010 | Baghdad FC   |
| 2010–2018 | Al-Zawraa    |
| 2019–2020 | Al-Talaba SC |

### Selección nacional
Jugó para Irak en dos ocasiones de 2004 a 2013, participó en la Copa Asiática 2004 y en los Juegos Asiáticos de 2006.

## Logros
- Liga Premier de Irak (5): 2005-06, 2007-08, 2010-11, 2015-16, 2017-18
- Copa de Irak (1): 2016-17
- Supercopa de Irak (1): 2017
- Copa Elite Iraquí (1): 2003